# 天瑞寺 (京都市)
天瑞寺（てんずいじ） は、京都市北区にあった臨済宗の大徳寺内の寺院。山号は金鳳山。

## 歴史
- 天正16年（1588年）、豊臣秀吉が母の大政所の病気平癒を祈願して大徳寺子院の総見院西に創建する。開祖は玉仲宗琇。
- 天正20年（1592年）、大政所の病気平癒と長寿を祝って石造の寿塔を建立し、覆堂に納める。
- 明治7年（1874年）、廃仏毀釈、明治維新後の混乱で衰退し廃寺となった。
- 大正年間（1912年-1926年）、跡地に龍翔寺（りゅうしょうじ、廃絶していた京十刹の一つ。）が再興され現在に至る。

## 建築
- 旧天瑞寺寿塔覆堂 - 瑞光院、黄梅院の所有を経て、明治35年（1902年）三渓園に移築され現存。重要文化財。
- 寿塔 - 大徳寺内の龍翔寺に現存する。

## 参考資料
- http://www.sankeien.or.jp/kokenchiku/tenzuiji.html